# ورنون چتمن
ورنون چتمن (انگلیسی: Vernon Chatman؛ زادهٔ ۳۱ اکتبر ۱۹۷۲) فیلم‌نامه‌نویس، کارگردان فیلم، بازیگر تلویزیون، صداپیشه، موسیقی‌دان، کارگردان تلویزیونی، و تهیه‌کننده تلویزیونی اهل ایالات متحده آمریکا است.
وی همچنین برندهٔ جوایزی همچون جایزه انجمن نویسندگان آمریکا شده‌است.